# Nachal Etek
Nachal Etek (hebrejsky נחל עתק‎) je vádí v jižním Izraeli, v pohoří Harej Ejlat.
Začíná v kopcovité krajině pohoří Harej Ejlat. Směřuje pak k jihovýchodu rychle se zahlubujícím skalnatým kaňonem. Na západním úbočí hory Har Ora zleva ústí do vádí Nachal Racham.